# Pararotaliinae
Pararotaliinae es una subfamilia de foraminíferos bentónicos de la familia Rotaliidae, de la superfamilia Rotalioidea, del suborden Rotaliina y del orden Rotaliida. Su rango cronoestratigráfico abarca desde el Coniaciense (Cretácico superior) hasta la Actualidad.

## Clasificación
Pararotaliinae incluye a los géneros:
- Globorosalina †
- Neorotalia
- Pararotalia †
- Praepararotalia †

Otro género considerado en Pararotaliinae es:
- Rotaliconus